# Cassine laneana
Cassine laneana là một loài thực vật có hoa trong họ Dây gối. Loài này được (A.H.Moore) J.W.Ingram mô tả khoa học đầu tiên năm 1975.